# Milenio
Un milenio (en forma plural milenios, y, en inglés, millennia o millenniums), es una unidad de tiempo equivalente a un periodo de mil años. El primer milenio después de Cristo consta de los (mil) años, 1 hasta 1000 (más precisamente, desde el 1 de enero del año 1 hasta el 31 de diciembre del año 1000); el primer milenio antes de Cristo consiste en los (mil) años -1 hasta -1000 (con que el año -x = el año x antes de Cristo). La era cristiana (al origen en combinación con el calendario juliano, hoy en día en combinación con el calendario gregoriano), por definición, comienza con el año 1, es decir, carece de año cero. En consecuencia, el primer milenio terminó en el año 1000, el segundo comenzó en el 1001 y terminó en 2000 y el tercero comenzó en 2001.
A veces se le llama también kiloannum (ka), o kiloaño (ka). Normalmente, la palabra se utiliza específicamente para periodos de mil años que comienzan en el punto de partida (punto de referencia inicial) del calendario en consideración (típicamente el año "1") y en años posteriores que son múltiplos enteros de mil años después del punto de partida. El término también puede referirse a un intervalo de tiempo que comienza en cualquier fecha. Los milenios tienen a veces implicaciones religiosas o teológicas (véase milenarismo).

## Etimología
La palabra milenio deriva del latín mille, mil, y annus, año.

## Equivalencias de otras unidades de tiempo en milenio
- 10 siglos son un milenio.
- 100 decenios son un milenio.
- 200 lustros son un milenio.
- 333,33 trienios son un milenio.
- 500 bienios son un milenio.
- 1000 años son un milenio.
- 12000 meses son un milenio.
- 52177,2 semanas son un milenio.
- 365241 días son un milenio. (Hay un día más cada 4 años -bisiesto- si el año es divisible entre 4, pero no si el año es divisible entre 100 aunque sí si es divisible entre 400)
- 8765784 horas son un milenio.
- 525947040 minutos son un milenio.
- 31556822400 segundos son un milenio

## Debate sobre las celebraciones del milenio

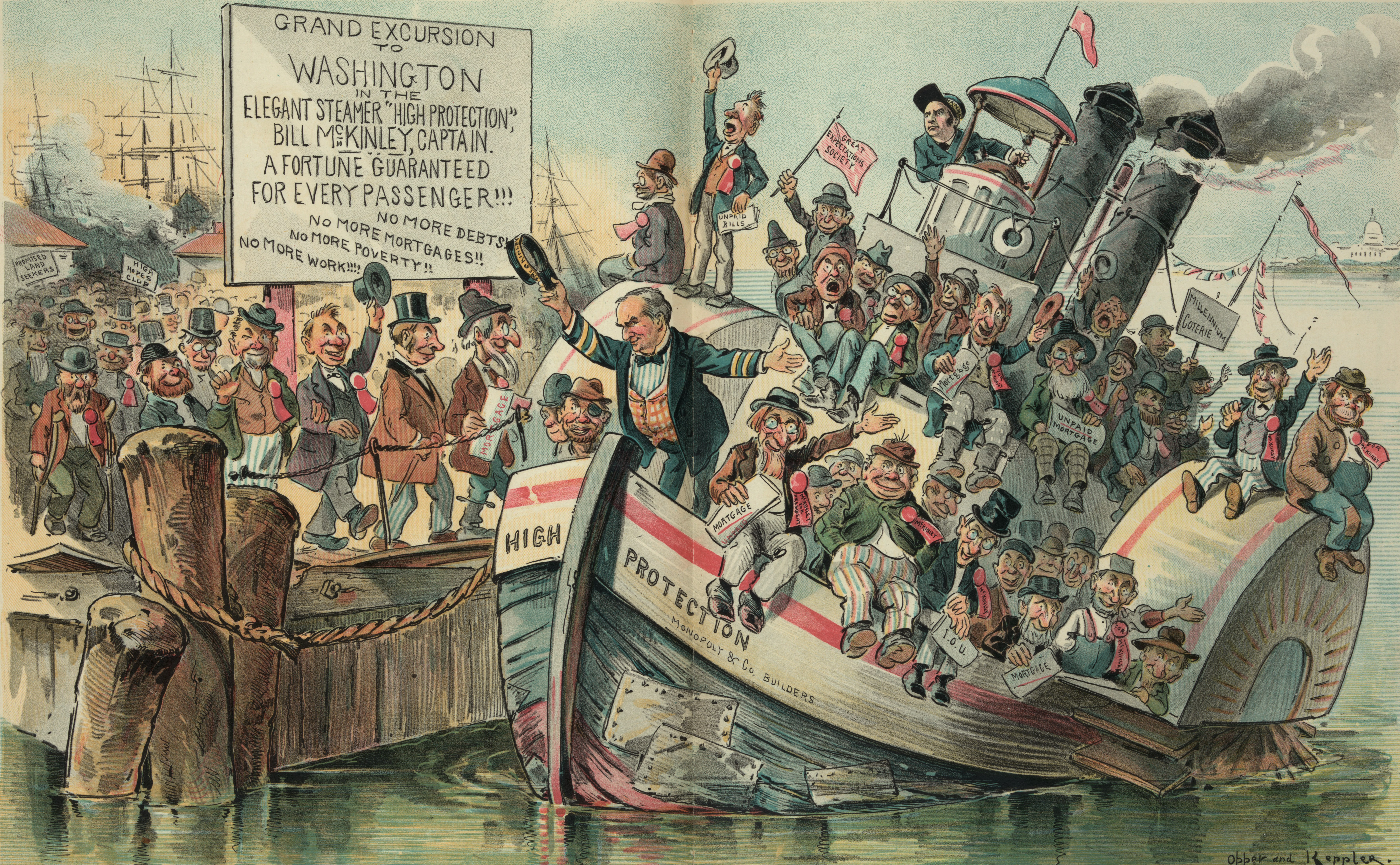
Todos a bordo para el milenio obra de Frederick Burr Opper y Udo Keppler, 1896. Ilustración aparecida en la revista Puck, v. 39, num. 1004, (3 de junio de 1896), página central.

Hubo un debate público previo a las celebraciones del año 2000 sobre si el comienzo de ese año debe entenderse como el comienzo del "nuevo" milenio. Históricamente, ha habido un debate sobre el cambio de décadas, siglos y milenios anteriores. El problema surge de la diferencia entre la convención de usar números ordinales para contar años y milenios, como en "el tercer milenio", o usar una descripción vernácula, como en "los dos mil". La diferencia de punto de vista se reduce a si celebrar  respectivamente el final o el comienzo del año "-000". La primera convención es común en los países de habla inglesa, pero la última es la preferida, por ejemplo, en Suecia (tvåtusentalet, que se traduce literalmente como el período de dos mil).
Aquellos que sostenían que la llegada del nuevo milenio debería celebrarse en la transición de 2000 a 2001 (es decir, del 31 de diciembre de 2000 al 1 de enero de 2001) argumentaron que el sistema Anno Domini de contar años comenzaba con el año 1 (no había año cero) y por lo tanto el primer milenio fue desde el año 1 hasta el final del año 1000, el segundo milenio desde el 1001 hasta el final del 2000, y el tercer milenio comenzando con el 2001 y terminando al final del 3000.
La cultura popular apoyó la celebración de la llegada del nuevo milenio en la transición de 1999 a 2000 (es decir, del 31 de diciembre de 1999 al 1 de enero de 2000), en el sentido de que el cambio del dígito de las centenas en el número del año, con los ceros superpuestos, es consistente con la demarcación vernácula de décadas por su dígito 'decenas' (por ejemplo, nombrando el período de 1980 a 1989 como "los años ochenta " o "los ochenta"). Esto a veces se denomina el "efecto del contador". Agregando a su significado cultural, el "año 2000" había sido una frase popular que se refería a un futuro a menudo utópico, o un año en el que se establecían historias en ese futuro. También hubo interés público y de los medios de comunicación por el error informático del año 2000.
Una tercera posición fue expresada por Bill Paupe, cónsul honorario de Kiribati: "Para mí, simplemente no veo de qué se trata todo el alboroto ... no va a cambiar nada. Al día siguiente saldrá el sol de nuevo y luego todo será olvidado ". E incluso para aquellos que celebraron, en términos astronómicos, no hubo nada especial en este evento en particular.
Stephen Jay Gould, en su ensayo Dousing Diminutive Dennis Debate (o DDDD = 2000) ( Dinosaurio en un pajar ), discutió la interpretación de la transición entre la cultura "alta" versus la cultura "pop". Gould señaló que la construcción estricta y de alta cultura había sido el punto de vista dominante al comienzo del siglo XX, pero que el punto de vista de la cultura pop dominó al final.
El comienzo del siglo XXI y el tercer milenio se celebró en todo el mundo a principios del año 2000. Un año más tarde, a principios del año 2001, las celebraciones habían vuelto en gran medida al tono habitual de un nuevo año más, aunque algunos acogieron con satisfacción "el verdadero milenio", incluido el cronometrador oficial de Estados Unidos, el Observatorio Naval de los Estados Unidos, y los países de Cuba y Japón.
El enfoque popular fue tratar el final de 1999 como el final de "un milenio" y celebrar las celebraciones del milenio a la medianoche entre el 31 de diciembre de 1999 y el 1 de enero de 2000, con el significado cultural y psicológico de los eventos enumerados anteriormente combinándose para hacer que las celebraciones se observen un año antes de la fecha formal.

## Transición al primer milenio
La transición al primer milenio (alrededor del año 1000) estuvo marcada por una mezcla de anticipación, miedo y estrés cultural, muy similar a la aproximación al segundo milenio. Este período, conocido como la "fiebre milenaria," se caracterizó por varios factores que contribuyeron a una ansiedad generalizada. Fue una época de miedo significativo y estrés cultural, impulsada por creencias apocalípticas, agitación social y política, desastres naturales, movimientos religiosos, fervor religioso incrementado y cambios económicos. Estos factores se combinaron para crear un período de intensa ansiedad y anticipación, mientras las personas lidiaban con las incertidumbres de su tiempo y buscaban entender y prepararse para lo que el futuro podría deparar.

### Creencias apocalípticas
Una de las principales fuentes de miedo fue la creencia generalizada en el apocalipsis inminente. Muchos cristianos creían que el año 1000 marcaría el fin del mundo y el regreso de Cristo, según la interpretación de textos bíblicos como el Libro de Apocalipsis. Esta creencia fue alimentada por líderes religiosos y textos, llevando a una sensación de urgencia y miedo entre la población.

### Agitación social y política
El período medieval fue una época de significativa inestabilidad social y política. Las frecuentes guerras, invasiones y conflictos internos contribuyeron a una sensación general de inseguridad. El feudalismo era el sistema social dominante, con los siervos trabajando bajo el control de los señores. Este sistema a menudo conducía a condiciones de vida duras, exacerbando aún más los miedos sobre el futuro.

### Desastres naturales y hambrunas
El cambio del primer milenio estuvo marcado por desastres naturales y hambrunas, que a menudo se interpretaron como señales del desagrado divino o de la inminente perdición. Las malas cosechas, las condiciones climáticas extremas y los brotes de enfermedades contribuyeron al sufrimiento generalizado y aumentaron la sensación de un apocalipsis inminente.

### Movimientos religiosos y reforma
Los movimientos religiosos y los llamados a la reforma también jugaron un papel en el estrés cultural de la época. Las reformas monásticas, como las iniciadas por la orden de Cluny, buscaban abordar la corrupción dentro de la Iglesia católica y promover la renovación espiritual. Estos movimientos a menudo destacaban la necesidad de arrepentimiento y mejora moral en vista del milenio próximo, añadiendo a la atmósfera de miedo y anticipación.

### Peregrinaciones y fervor religioso
En respuesta a los miedos milenarios, muchas personas emprendieron peregrinaciones a sitios sagrados, buscando penitencia y favor divino. El fervor religioso incrementado se manifestó en varias formas, incluyendo la construcción de iglesias y monasterios, así como actos de caridad y piedad. Esta actividad religiosa aumentada reflejaba la creencia generalizada en la necesidad de prepararse para el posible fin del mundo.

### Cambios económicos
El cambio del milenio también vio cambios económicos que contribuyeron al estrés social. El comercio comenzó a aumentar,[cita requerida] llevando al crecimiento de las ciudades y un alejamiento de la economía puramente agraria. Aunque estos cambios eventualmente llevaron al crecimiento económico, también trajeron incertidumbre y disrupción a las formas de vida tradicionales.

## Transición al segundo milenio
La transición al segundo milenio, alrededor del año 2000, estuvo marcada por una mezcla de anticipación, miedo y estrés cultural. Varios factores contribuyeron a esta atmósfera, intensificados debido a una combinación de preocupaciones tecnológicas, creencias religiosas, cambios culturales, globalización, reflexiones históricas e influencia mediática. Aunque muchos de los miedos, como los relacionados con el error del Y2K, se abordaron sin incidentes mayores, el período sigue siendo un ejemplo significativo de cómo las sociedades responden a las amenazas percibidas y las incertidumbres sobre el futuro.

### Error "Y2K"

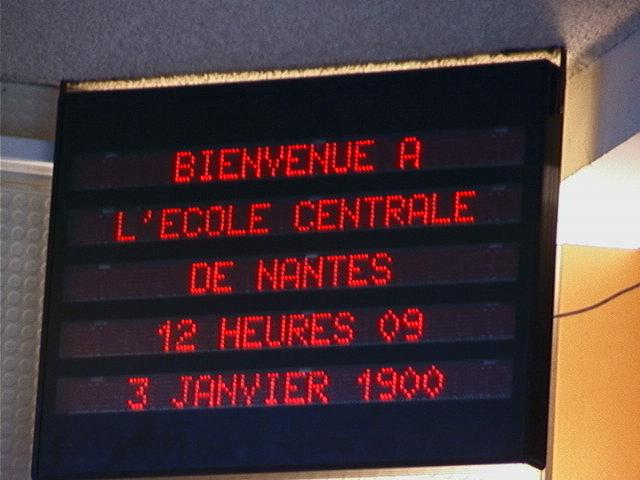
Panel electrónico de la Escuela central de Nantes el 3 de enero de 2000 que muestra el error Y2K al representar la fecha como 3 de enero de 1900.

Uno de los miedos más prominentes fue el error del Y2K, un fallo informático relacionado con la forma en que se programaron las fechas en muchos sistemas. La preocupación era que las computadoras interpretarían el año 2000 como 1900, lo que podría provocar fallos en sistemas críticos como la banca, los servicios públicos y el transporte. Este miedo llevó a esfuerzos generalizados para actualizar y corregir el software, costando miles de millones de dólares a nivel mundial. El potencial de caos y disrupción generalizada alimentó la ansiedad pública.

### Creencias religiosas y apocalípticas
El cambio de milenio también provocó varias predicciones religiosas y apocalípticas. Muchas personas creían que el año 2000 marcaría cambios espirituales o cósmicos significativos. Algunos grupos religiosos predijeron el fin del mundo o la segunda venida de Cristo. Estas creencias apocalípticas no eran nuevas, ya que miedos similares estuvieron presentes en el cambio del primer milenio, pero ganaron una intensidad renovada con la llegada del año 2000.

### Cambios culturales y avances tecnológicos
El final del siglo XX vio avances tecnológicos rápidos y cambios culturales significativos, lo que contribuyó a una sensación de incertidumbre sobre el futuro. El auge de Internet, la revolución digital y el rápido ritmo de cambio hicieron difícil para algunas personas predecir lo que traería el nuevo milenio. Esta incertidumbre a menudo se manifestó como estrés cultural y una sensación de no estar preparado para el futuro.

### Globalización y sus descontentos
El final del siglo XX también estuvo marcado por una creciente globalización. Mientras la globalización trajo oportunidades económicas e intercambios culturales, también llevó a miedos sobre la pérdida de identidad cultural, el desplazamiento económico y la agitación social. La tensión entre abrazar un futuro global y preservar las tradiciones e identidades locales contribuyó al estrés cultural de la época.

### Reflexiones históricas y nostalgia
A medida que se acercaba el milenio, había una tendencia a reflexionar sobre los últimos 1,000 años y el progreso que la humanidad había logrado. Esta reflexión a menudo trajo una mezcla de orgullo y ansiedad. Las personas miraban hacia atrás a los logros y atrocidades del milenio pasado, lo que conducía a una sensación de nostalgia por tiempos más simples y miedo de repetir errores pasados.

### Medios de comunicación y cultura popular
Los medios de comunicación jugaron un papel significativo en amplificar los miedos y el estrés cultural. Películas, libros y programas de televisión a menudo representaban futuros distópicos, desastres tecnológicos y escenarios apocalípticos. La cultura popular reflejaba y alimentaba las ansiedades públicas, haciendo del milenio próximo un punto focal para los miedos sobre el futuro.

## Lista de milenios
Se puede ver la información más detallada en la página de siglos y décadas. Para periodos anteriores, consulte los artículos; geología histórica, Pleistoceno, y Paleolítico. Esta página contiene los enlaces a los diferentes milenios de la historia humana.